# گالری آکادمی فلورانس

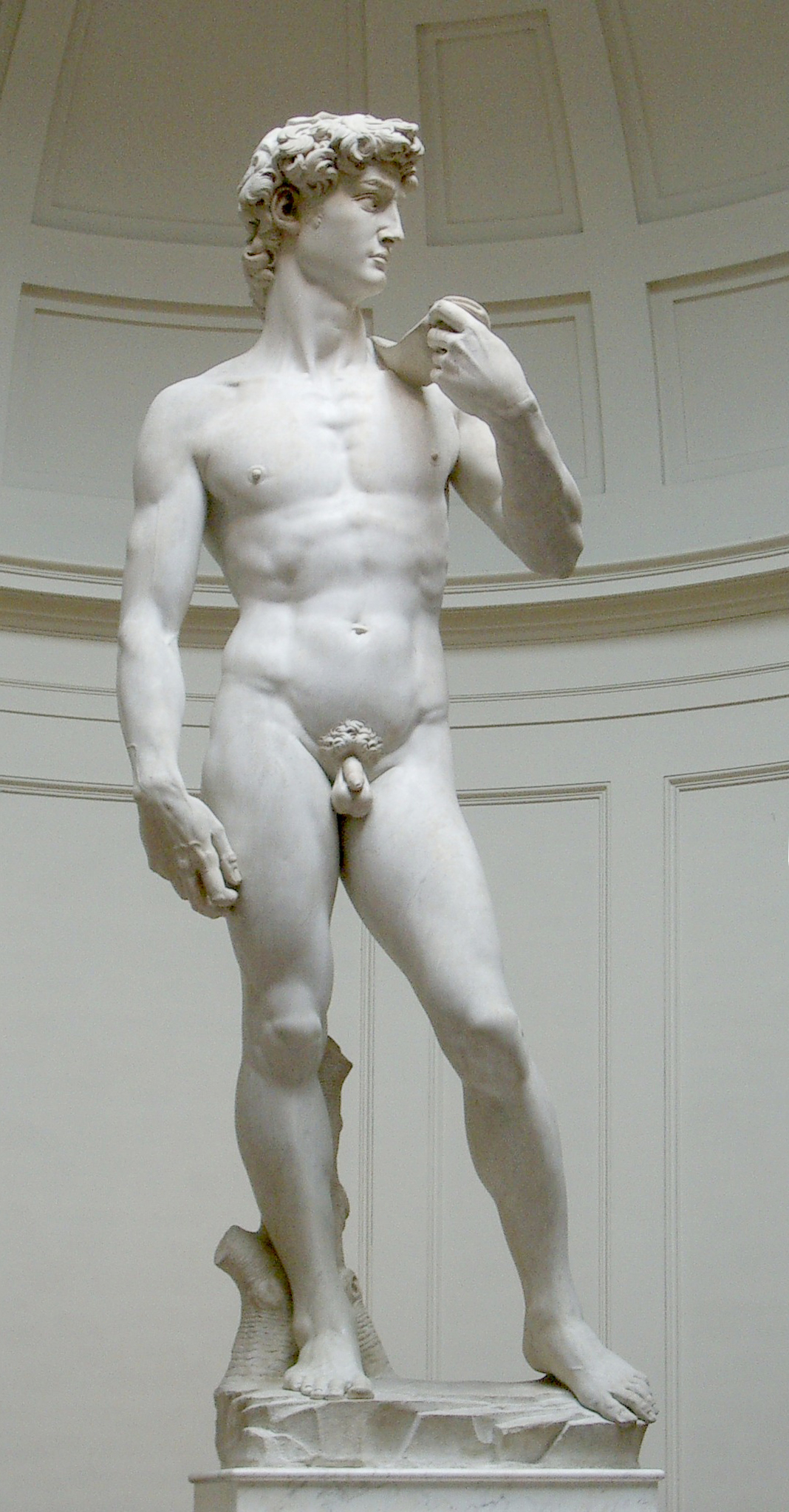
تندیس داوود میکل آنژ، ۱۵۰۱–۱۵۰۴

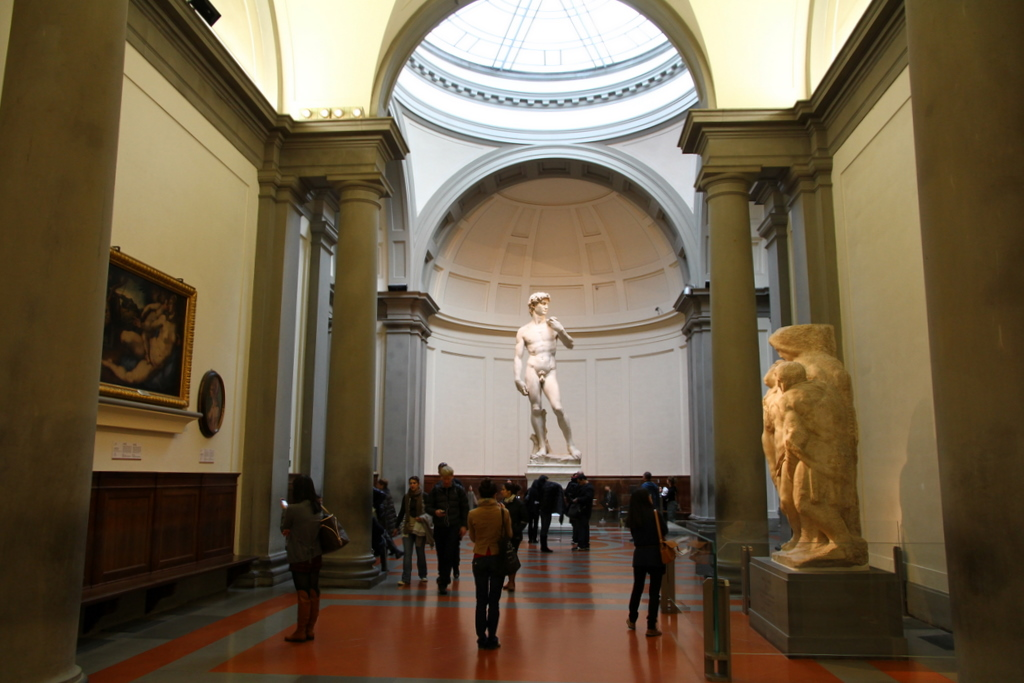
فضای داخلی موزه

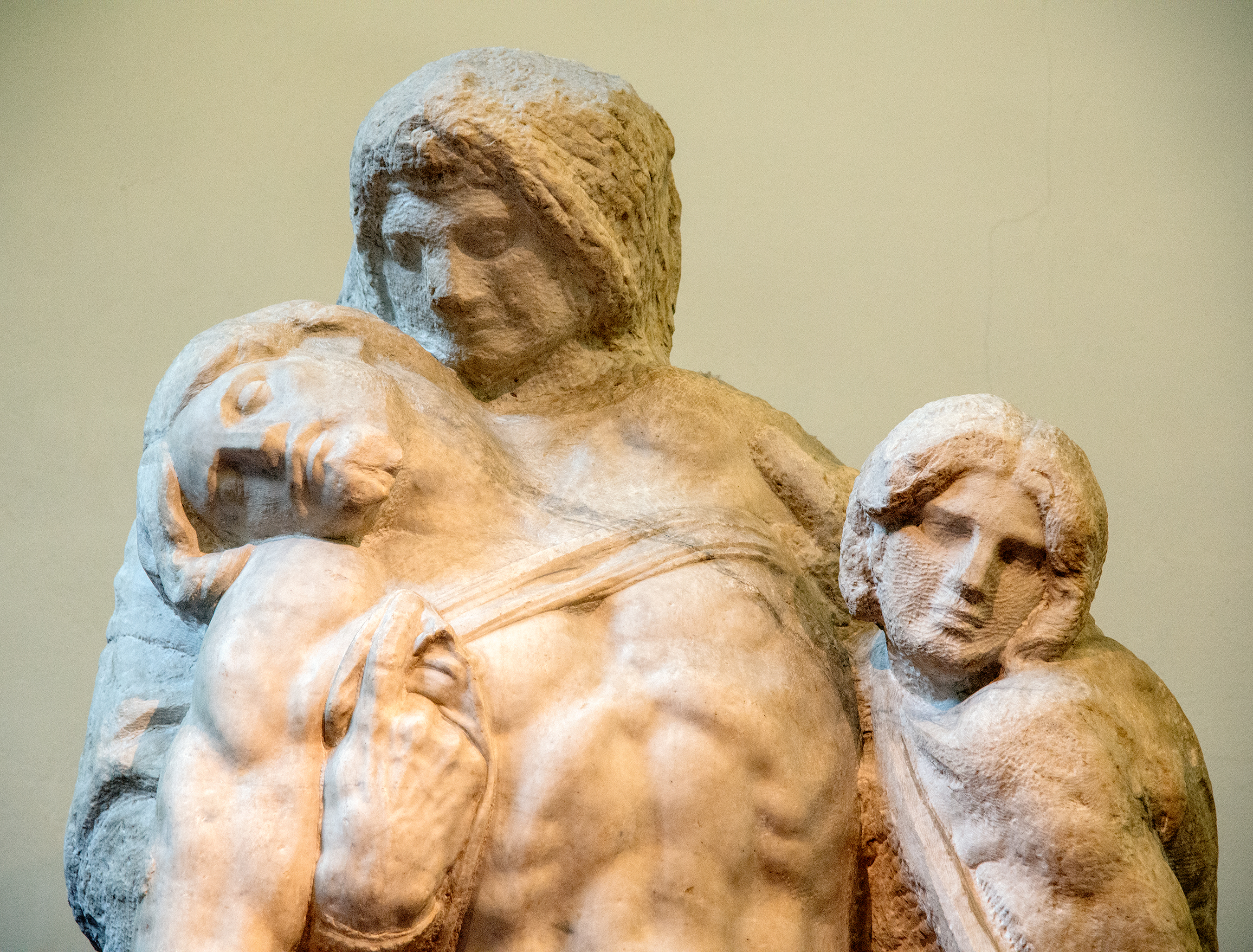
باکره سوگوار در آکادمی

گالری آکادمی فلورانس (به ایتالیایی: Galleria dell'Accademia di Firenze)، (به انگلیسی: Gallery of the Academy of Florence) یک موزهٔ هنری واقع در فلورانس ایتالیا است. شهرت این موزه بیشتر برای نگهداری تندیس داوود اثر میکل آنژ است. غیر از این تندیس مجسمه‌های دیگری از میکل آنژ و مجموعه بزرگی از نقاشی‌های هنرمندان فلورانسی، بیشتر از دوره ۱۳۰۰ تا ۱۶۰۰، از قرن چهاردهم میلادی تا اواخر رنسانس قرار دارد. کوچکتر و تخصصی تر از اوفیتزی، موزه اصلی هنر در فلورانس است. این موزه در مجاورت دانشکده هنرهای زیبای فلورانس قرار دارد.
در سال ۲۰۱۶ این موزه ۱٬۴۶۱٬۱۸۵ بازدید کننده داشت که بعد از اوفیتزی با ۲٫۰۲ میلیون بازدید کننده آن را به دومین موزه هنری ایتالیا تبدیل کرد.

## تاریخچه
گالری آکادمی فلورانس در سال ۱۷۸۴ توسط لئوپولد دوم، دوک بزرگ توسکانی تأسیس شد.